# 1977 (szám)
Az 1977 (római számmal: MCMLXXVII) az 1976 és 1978 között található természetes szám.

## A matematikában
A tízes számrendszerbeli 1977-es a kettes számrendszerben 11110111001, a nyolcas számrendszerben 3671, a tizenhatos számrendszerben 7B9 alakban írható fel.
Az 1977 páratlan szám, összetett szám, félprím. Kanonikus alakja 31 · 6591, normálalakban az 1,977 · 103 szorzattal írható fel. Négy osztója van a természetes számok halmazán, ezek növekvő sorrendben: 1, 3, 659 és 1977.
Az 1977 harminchat szám valódiosztóösszeg-függvényeként áll elő, melyek közül legkisebb a 4023.